# Little League World Series 2003
Koordinaten: 41° 13′ 45″ N, 77° 0′ 2″ W
Die Little League World Series 2003 war die 57. Austragung der Little League Baseball World Series, einem internationalen Baseballturnier für Knaben zwischen 11 und 12 Jahren. Gespielt wurde wie jedes Jahr in South Williamsport, Pennsylvania.

## Teilnehmer
Die 16 Teams spielen in vier Gruppen zu je vier Mannschaften Jeder gegen Jeden. Die beiden besten Mannschaften spielen dann in Ausscheidungsspielen um den Titel.
| Gruppe A                                | Gruppe B                                   | Gruppe C                                     | Gruppe D                                            |
| --------------------------------------- | ------------------------------------------ | -------------------------------------------- | --------------------------------------------------- |
| Boynton Beach, Florida Region Südost    | Wilmington, Delaware Region Mittelatlantik | Willemstad, Niederländische Antillen Karibik | Agana, Guam Pazifik                                 |
| Saugus, Massachusetts Region Neuengland | Eldridge, Iowa Region Mittlerer Westen     | Glace Bay, Nova Scotia Kanada                | Los Puertos, Venezuela Lateinamerika                |
| Tallmadge, Ohio Region Große Seen       | Chandler, Arizona Region West              | Tokio, Japan Asien                           | Mexiko-Stadt, Distrito Federal Mexiko               |
| Richland, Washington Region Nordwest    | Richmond, Texas Region Südwest             | Dhahran, Saudi-Arabien Transatlantik         | Moskau, Russland Europa, Mittlerer Osten und Afrika |

## Ergebnisse
Die acht US-amerikanischen und die acht internationalen Teams wurden in zwei Gruppen aufgeteilt. Jeder spielte gegen jeden in seiner Gruppe. Die ersten beiden zogen in die Meisterschaftsrunde ein und spielten gegen die jeweils andere Gruppe ihrer Region einen Sieger aus. Der Sieger der US-amerikanischen Finales und des internationalen Finales spielten dann in der Weltmeisterschaft gegeneinander um den Titel.

### Vereinigte Staaten

#### Gruppe A
| Platz | Region     | W | L | %     |
| ----- | ---------- | - | - | ----- |
| 1.    | Neuengland | 3 | 0 | 1.000 |
| 2.    | Südost     | 2 | 1 | 0.667 |
| 3.    | Große Seen | 1 | 2 | 0.333 |
| 4.    | Nordwest   | 0 | 3 | 0.000 |

| Datum        | Zeit  | Stadion           | Begegnung  | Begegnung | Begegnung  | Ergebnis |
| ------------ | ----- | ----------------- | ---------- | --------- | ---------- | -------- |
| 15. August   | 15:00 | Volunteer Stadium | Große Seen | –         | Neuengland | 1:2      |
| 15. August   | 17:00 | Volunteer Stadium | Südost     | –         | Nordwest   | 8:1      |
| 17. August 1 | 10:00 | Volunteer Stadium | Große Seen | –         | Südost     | 2:7      |
| 17. August   | 15:00 | Lamade Stadium    | Neuengland | –         | Nordwest   | 2:1      |
| 18. August   | 15:00 | Volunteer Stadium | Große Seen | –         | Nordwest   | 5:4      |
| 18. August   | 19:00 | Volunteer Stadium | Südost     | –         | Neuengland | 3:4      |

1 Spiel wegen Regens vom 16. auf den 17. August verschoben.

#### Gruppe B
| Platz | Region           | W | L | %     |
| ----- | ---------------- | - | - | ----- |
| 1.    | West             | 3 | 0 | 1.000 |
| 2.    | Südwest          | 2 | 1 | 0.667 |
| 3.    | Mittelatlantik   | 1 | 2 | 0.333 |
| 4.    | Mittlerer Westen | 0 | 3 | 0.000 |

| Datum      | Zeit  | Stadion           | Begegnung        | Begegnung | Begegnung        | Ergebnis |
| ---------- | ----- | ----------------- | ---------------- | --------- | ---------------- | -------- |
| 16. August | 13:00 | Volunteer Stadium | Südwest          | –         | Mittlerer Westen | 7:2      |
| 16. August | 15:00 | Lamade Stadium    | Mittelatlantik   | –         | West             | 1:5      |
| 17. August | 13:00 | Volunteer Stadium | West             | –         | Südwest          | 10:4     |
| 17. August | 20:00 | Lamade Stadium    | Mittlerer Westen | –         | Mittelatlantik   | 7:8      |
| 19. August | 15:00 | Lamade Stadium    | Südwest          | –         | Mittelatlantik   | 7:1      |
| 19. August | 19:00 | Lamade Stadium    | West             | –         | Mittlerer Westen | 8:7 (7)  |

### International

#### Gruppe C
| Platz | Region        | W | L | %     |
| ----- | ------------- | - | - | ----- |
| 1.    | Asien         | 3 | 0 | 1.000 |
| 2.    | Karibik       | 2 | 1 | 0.667 |
| 3.    | Transatlantik | 1 | 2 | 0.333 |
| 4.    | Kanada        | 0 | 3 | 0.000 |

| Datum        | Zeit  | Stadion           | Begegnung     | Begegnung | Begegnung     | Ergebnis |
| ------------ | ----- | ----------------- | ------------- | --------- | ------------- | -------- |
| 15. August   | 17:00 | Lamade Stadium    | Karibik       | –         | Asien         | 1:4      |
| 17. August 2 | 16:00 | Volunteer Stadium | Transatlantik | –         | Kanada        | 3:2      |
| 18. August 3 | 12:00 | Volunteer Stadium | Karibik       | –         | Transatlantik | 9:2      |
| 18. August   | 20:00 | Lamade Stadium    | Asien         | –         | Kanada        | 7:0      |
| 19. August   | 13:00 | Volunteer Stadium | Asien         | –         | Transatlantik | 17:0 (4) |
| 19. August   | 17:00 | Volunteer Stadium | Karibik       | –         | Kanada        | 2:1      |

2 Spiel wegen Regens vom 16. auf den 17. August verschoben.

3 Spiel wegen Regens vom 17. auf den 18. August verschoben.

#### Gruppe D
| Platz | Region        | W | L | %     |
| ----- | ------------- | - | - | ----- |
| 1.    | Lateinamerika | 3 | 0 | 1.000 |
| 2.    | Mexiko        | 2 | 1 | 0.667 |
| 3.    | EMEA          | 1 | 2 | 0.333 |
| 4.    | Pazifik       | 0 | 3 | 0.000 |

| Datum      | Zeit  | Stadion           | Begegnung     | Begegnung | Begegnung | Ergebnis |
| ---------- | ----- | ----------------- | ------------- | --------- | --------- | -------- |
| 16. August | 11:00 | Lamade Stadium    | Lateinamerika | –         | Pazifik   | 9:0      |
| 16. August | 16:00 | Volunteer Stadium | EMEA          | –         | Mexiko    | 1:2      |
| 17. August | 19:00 | Volunteer Stadium | EMEA          | –         | Pazifik   | 2:0      |
| 18. August | 13:00 | Lamade Stadium    | Pazifik       | –         | Mexiko    | 3:11     |
| 18. August | 17:00 | Lamade Stadium    | Lateinamerika | –         | EMEA      | 7:1      |
| 19. August | 11:00 | Lamade Stadium    | Lateinamerika | –         | Mexiko    | 6:2      |

### Meisterschaftsspiele
|  | Halbfinale                      | Halbfinale                      |                                 |                                 | US und Intern. Finale           | US und Intern. Finale |  |  | Weltmeisterschaft                  | Weltmeisterschaft                  |
|  |                                 |                                 |                                 |                                 |                                 |                       |  |  |                                    |                                    |
|  | 20. August 16:00 Lamade Stadium |                                 |                                 |                                 |                                 |                       |  |  |                                    |                                    |
|  | D1 Lateinamerika                | 0                               |                                 |                                 |                                 |                       |  |  |                                    |                                    |
|  | D1 Lateinamerika                | 0                               | 23. August 15:00 Lamade Stadium |                                 |                                 |                       |  |  |                                    |                                    |
|  | C2 Karibik                      | 10                              |                                 |                                 |                                 |                       |  |  |                                    |                                    |
|  | C2 Karibik                      | 10                              | Karibik                         | 6                               |                                 |                       |  |  |                                    |                                    |
|  |                                 |                                 | Karibik                         | 6                               |                                 |                       |  |  |                                    |                                    |
|  |                                 | Asien                           | 14                              |                                 |                                 |                       |  |  |                                    |                                    |
|  | C1 Asien                        | Asien                           | 14                              | 7                               |                                 |                       |  |  |                                    |                                    |
|  | C1 Asien                        |                                 |                                 | 7                               |                                 |                       |  |  |                                    |                                    |
|  | D2 Mexiko                       | 1                               |                                 | 24. August 18:30 Lamade Stadium | 24. August 18:30 Lamade Stadium |                       |  |  |                                    |                                    |
|  | 21. August 16:00 Lamade Stadium | 21. August 16:00 Lamade Stadium | Asien                           | 10                              |                                 |                       |  |  |                                    |                                    |
|  | 20. August 19:00 Lamade Stadium | 20. August 19:00 Lamade Stadium |                                 | Südost                          | 1                               |                       |  |  |                                    |                                    |
|  | B1 West                         | 1                               |                                 |                                 |                                 |                       |  |  |                                    |                                    |
|  | A2 Südost                       | 4                               |                                 |                                 |                                 |                       |  |  |                                    |                                    |
|  | A2 Südost                       | 4                               | Südost                          | 9                               |                                 |                       |  |  |                                    |                                    |
|  |                                 |                                 | Südost                          | 9                               | Trostspiel                      |                       |  |  |                                    |                                    |
|  |                                 | Neuengland                      | 2                               |                                 |                                 |                       |  |  |                                    |                                    |
|  | A1 Neuengland (7)               | Neuengland                      | 2                               | 14                              | Karibik                         | 6                     |  |  |                                    |                                    |
|  | A1 Neuengland (7)               | 23. August 19:30 Lamade Stadium |                                 | 14                              | Karibik                         | 6                     |  |  |                                    |                                    |
|  | B2 Südwest                      | 13                              |                                 | Neuengland                      | 1                               |                       |  |  |                                    |                                    |
|  | B2 Südwest                      | 13                              |                                 |                                 | 1                               |                       |  |  |                                    |                                    |
|  | 21. August 19:00 Lamade Stadium | 21. August 19:00 Lamade Stadium |                                 |                                 |                                 |                       |  |  | 24. August 13:00 Volunteer Stadium | 24. August 13:00 Volunteer Stadium |

## Weblink
- Offizielle Webseite der Little League World Series 2003